# Llista d'asteroides/151101-151200
| Nom      | Designació provisional | Data de descobriment   | Lloc de descobriment | Descobridor/s  |
| -------- | ---------------------- | ---------------------- | -------------------- | -------------- |
| 151101 - | 2001 VN119             | 12 de novembre de 2001 | Socorro              | LINEAR         |
| 151102 - | 2001 VB124             | 10 de novembre de 2001 | Palomar              | NEAT           |
| 151103 - | 2001 VV132             | 13 de novembre de 2001 | Haleakala            | NEAT           |
| 151104 - | 2001 WH6               | 17 de novembre de 2001 | Socorro              | LINEAR         |
| 151105 - | 2001 WM9               | 17 de novembre de 2001 | Socorro              | LINEAR         |
| 151106 - | 2001 WR12              | 17 de novembre de 2001 | Socorro              | LINEAR         |
| 151107 - | 2001 WW14              | 17 de novembre de 2001 | Kitt Peak            | Spacewatch     |
| 151108 - | 2001 WK16              | 17 de novembre de 2001 | Socorro              | LINEAR         |
| 151109 - | 2001 WB23              | 27 de novembre de 2001 | Socorro              | LINEAR         |
| 151110 - | 2001 WZ28              | 17 de novembre de 2001 | Socorro              | LINEAR         |
| 151111 - | 2001 WX29              | 17 de novembre de 2001 | Socorro              | LINEAR         |
| 151112 - | 2001 WZ31              | 17 de novembre de 2001 | Socorro              | LINEAR         |
| 151113 - | 2001 WG32              | 17 de novembre de 2001 | Socorro              | LINEAR         |
| 151114 - | 2001 WS33              | 17 de novembre de 2001 | Socorro              | LINEAR         |
| 151115 - | 2001 WU33              | 17 de novembre de 2001 | Socorro              | LINEAR         |
| 151116 - | 2001 WW33              | 17 de novembre de 2001 | Socorro              | LINEAR         |
| 151117 - | 2001 WY33              | 17 de novembre de 2001 | Socorro              | LINEAR         |
| 151118 - | 2001 WZ47              | 19 de novembre de 2001 | Anderson Mesa        | LONEOS         |
| 151119 - | 2001 WD51              | 19 de novembre de 2001 | Socorro              | LINEAR         |
| 151120 - | 2001 WT52              | 19 de novembre de 2001 | Socorro              | LINEAR         |
| 151121 - | 2001 WT54              | 19 de novembre de 2001 | Socorro              | LINEAR         |
| 151122 - | 2001 WU56              | 19 de novembre de 2001 | Socorro              | LINEAR         |
| 151123 - | 2001 WY63              | 19 de novembre de 2001 | Socorro              | LINEAR         |
| 151124 - | 2001 WL94              | 20 de novembre de 2001 | Socorro              | LINEAR         |
| 151125 - | 2001 WF101             | 17 de novembre de 2001 | Kitt Peak            | Spacewatch     |
| 151126 - | 2001 XD2               | 8 de desembre de 2001  | Socorro              | LINEAR         |
| 151127 - | 2001 XO2               | 8 de desembre de 2001  | Socorro              | LINEAR         |
| 151128 - | 2001 XK5               | 5 de desembre de 2001  | Haleakala            | NEAT           |
| 151129 - | 2001 XO6               | 8 de desembre de 2001  | Socorro              | LINEAR         |
| 151130 - | 2001 XH12              | 9 de desembre de 2001  | Socorro              | LINEAR         |
| 151131 - | 2001 XJ14              | 9 de desembre de 2001  | Socorro              | LINEAR         |
| 151132 - | 2001 XP18              | 9 de desembre de 2001  | Socorro              | LINEAR         |
| 151133 - | 2001 XA21              | 9 de desembre de 2001  | Socorro              | LINEAR         |
| 151134 - | 2001 XT23              | 9 de desembre de 2001  | Socorro              | LINEAR         |
| 151135 - | 2001 XH33              | 10 de desembre de 2001 | Kitt Peak            | Spacewatch     |
| 151136 - | 2001 XZ34              | 9 de desembre de 2001  | Socorro              | LINEAR         |
| 151137 - | 2001 XH37              | 9 de desembre de 2001  | Socorro              | LINEAR         |
| 151138 - | 2001 XL40              | 9 de desembre de 2001  | Socorro              | LINEAR         |
| 151139 - | 2001 XJ41              | 9 de desembre de 2001  | Socorro              | LINEAR         |
| 151140 - | 2001 XX41              | 9 de desembre de 2001  | Socorro              | LINEAR         |
| 151141 - | 2001 XG43              | 9 de desembre de 2001  | Socorro              | LINEAR         |
| 151142 - | 2001 XP43              | 9 de desembre de 2001  | Socorro              | LINEAR         |
| 151143 - | 2001 XQ47              | 9 de desembre de 2001  | Socorro              | LINEAR         |
| 151144 - | 2001 XG48              | 10 de desembre de 2001 | Socorro              | LINEAR         |
| 151145 - | 2001 XT49              | 10 de desembre de 2001 | Socorro              | LINEAR         |
| 151146 - | 2001 XH53              | 10 de desembre de 2001 | Socorro              | LINEAR         |
| 151147 - | 2001 XZ54              | 10 de desembre de 2001 | Socorro              | LINEAR         |
| 151148 - | 2001 XP58              | 10 de desembre de 2001 | Socorro              | LINEAR         |
| 151149 - | 2001 XK59              | 10 de desembre de 2001 | Socorro              | LINEAR         |
| 151150 - | 2001 XM59              | 10 de desembre de 2001 | Socorro              | LINEAR         |
| 151151 - | 2001 XS74              | 11 de desembre de 2001 | Socorro              | LINEAR         |
| 151152 - | 2001 XC75              | 11 de desembre de 2001 | Socorro              | LINEAR         |
| 151153 - | 2001 XJ78              | 11 de desembre de 2001 | Socorro              | LINEAR         |
| 151154 - | 2001 XD89              | 10 de desembre de 2001 | Socorro              | LINEAR         |
| 151155 - | 2001 XL92              | 10 de desembre de 2001 | Socorro              | LINEAR         |
| 151156 - | 2001 XK102             | 11 de desembre de 2001 | Socorro              | LINEAR         |
| 151157 - | 2001 XA105             | 14 de desembre de 2001 | Kitt Peak            | Spacewatch     |
| 151158 - | 2001 XD113             | 11 de desembre de 2001 | Socorro              | LINEAR         |
| 151159 - | 2001 XR126             | 14 de desembre de 2001 | Socorro              | LINEAR         |
| 151160 - | 2001 XJ130             | 14 de desembre de 2001 | Socorro              | LINEAR         |
| 151161 - | 2001 XL130             | 14 de desembre de 2001 | Socorro              | LINEAR         |
| 151162 - | 2001 XJ137             | 14 de desembre de 2001 | Socorro              | LINEAR         |
| 151163 - | 2001 XU137             | 14 de desembre de 2001 | Socorro              | LINEAR         |
| 151164 - | 2001 XR138             | 14 de desembre de 2001 | Socorro              | LINEAR         |
| 151165 - | 2001 XB140             | 14 de desembre de 2001 | Socorro              | LINEAR         |
| 151166 - | 2001 XD148             | 14 de desembre de 2001 | Socorro              | LINEAR         |
| 151167 - | 2001 XP151             | 14 de desembre de 2001 | Socorro              | LINEAR         |
| 151168 - | 2001 XC154             | 14 de desembre de 2001 | Socorro              | LINEAR         |
| 151169 - | 2001 XP157             | 14 de desembre de 2001 | Socorro              | LINEAR         |
| 151170 - | 2001 XR164             | 14 de desembre de 2001 | Socorro              | LINEAR         |
| 151171 - | 2001 XU166             | 14 de desembre de 2001 | Socorro              | LINEAR         |
| 151172 - | 2001 XW167             | 14 de desembre de 2001 | Socorro              | LINEAR         |
| 151173 - | 2001 XS171             | 14 de desembre de 2001 | Socorro              | LINEAR         |
| 151174 - | 2001 XT182             | 14 de desembre de 2001 | Socorro              | LINEAR         |
| 151175 - | 2001 XP189             | 14 de desembre de 2001 | Socorro              | LINEAR         |
| 151176 - | 2001 XM194             | 14 de desembre de 2001 | Socorro              | LINEAR         |
| 151177 - | 2001 XV195             | 14 de desembre de 2001 | Socorro              | LINEAR         |
| 151178 - | 2001 XJ200             | 15 de desembre de 2001 | Socorro              | LINEAR         |
| 151179 - | 2001 XE206             | 11 de desembre de 2001 | Socorro              | LINEAR         |
| 151180 - | 2001 XY207             | 11 de desembre de 2001 | Socorro              | LINEAR         |
| 151181 - | 2001 XR209             | 11 de desembre de 2001 | Socorro              | LINEAR         |
| 151182 - | 2001 XU211             | 11 de desembre de 2001 | Socorro              | LINEAR         |
| 151183 - | 2001 XZ211             | 11 de desembre de 2001 | Socorro              | LINEAR         |
| 151184 - | 2001 XW212             | 11 de desembre de 2001 | Socorro              | LINEAR         |
| 151185 - | 2001 XH214             | 11 de desembre de 2001 | Socorro              | LINEAR         |
| 151186 - | 2001 XP216             | 14 de desembre de 2001 | Socorro              | LINEAR         |
| 151187 - | 2001 XB217             | 14 de desembre de 2001 | Socorro              | LINEAR         |
| 151188 - | 2001 XK217             | 14 de desembre de 2001 | Socorro              | LINEAR         |
| 151189 - | 2001 XH218             | 15 de desembre de 2001 | Socorro              | LINEAR         |
| 151190 - | 2001 XT219             | 15 de desembre de 2001 | Socorro              | LINEAR         |
| 151191 - | 2001 XD220             | 15 de desembre de 2001 | Socorro              | LINEAR         |
| 151192 - | 2001 XS221             | 15 de desembre de 2001 | Socorro              | LINEAR         |
| 151193 - | 2001 XL222             | 15 de desembre de 2001 | Socorro              | LINEAR         |
| 151194 - | 2001 XG230             | 15 de desembre de 2001 | Socorro              | LINEAR         |
| 151195 - | 2001 XQ231             | 15 de desembre de 2001 | Socorro              | LINEAR         |
| 151196 - | 2001 XB263             | 14 de desembre de 2001 | Kitt Peak            | Spacewatch     |
| 151197 - | 2001 YS                | 18 de desembre de 2001 | Kingsnake            | J. V. McClusky |
| 151198 - | 2001 YS6               | 17 de desembre de 2001 | Socorro              | LINEAR         |
| 151199 - | 2001 YT14              | 17 de desembre de 2001 | Socorro              | LINEAR         |
| 151200 - | 2001 YP15              | 17 de desembre de 2001 | Socorro              | LINEAR         |